# 滋賀県立八幡高等学校
滋賀県立八幡高等学校（しがけんりつ はちまんこうとうがっこう）は、滋賀県近江八幡市に所在する公立の高等学校。略称は「八普」（はっぷ）。

## 設置学科
- 普通科
- 看護科

## 沿革
- 1955年（昭和30年）4月1日 - 旧滋賀県立八幡高等学校（普通科・商業科併置）より普通科を分離して滋賀県立八幡高等学校として開校[1]。開校時の生徒数は450名[1]。
- 1960年（昭和35年）10月15日から1963年（昭和38年）12月20日にかけて、学校の存廃問題が起こる[1]。
- 1968年（昭和43年）4月1日 - 厚生学科衛生看護科併設[1]。
- 同年4月8日 - 近江八幡市出町4丁目から現在地に移転[1]。
- 2004年（平成16年）3月31日 - 衛生看護科閉科[1]。

## 校歌
- 小野十三郎作詞／犬井英夫作曲[1]

## 部活動など
- 体育部 - バスケットボール・バドミントン（女子）・ソフトテニス・サッカー・バレーボール（女子）・ワンダーフォーゲル・硬式野球・剣道・卓球・陸上競技（2022年時点）[2]
- 文化部 - 吹奏楽・音楽・華道・茶道・社会福祉・写真・書道・文芸（2022年時点）[2]
  - 手話パフォーマンスなどのボランティア活動を行う社会福祉部（1971年創部）は、2009年から参加しているオレンジリボン活動が評価され、2018年に「未来をつくる若者・オブ・ザ・イヤー」内閣府特命担当大臣表彰を受賞している[3]。

## 所在地
- 滋賀県近江八幡市堀上町105
最寄り駅はJR東海道本線および近江鉄道の近江八幡駅。（徒歩約15分）

## 著名な卒業生
- 山出実 - 元サッカー選手
- ユースケ（ダイアン）- お笑い芸人